# Mercedes-Benz Baureihe 203
| Sterne im Euro-NCAP-Crashtest (2002) |

Die C-Klasse der Baureihe 203 wurde von März 2000 bis August 2007 produziert. Sie ersetzte die seit 1993 gebaute Baureihe 202. Die Nachfolgebaureihe 204 wurde im März 2007 als Limousine auf dem Genfer Automobilsalon vorgestellt.

## Modellgeschichte

### Allgemeines
Produziert wurde der S 203 (T-Modell) im DaimlerChrysler-Werk Bremen, während der W 203 (Limousine) bis zum 14. Dezember 2006 in den Werken Bremen, Sindelfingen sowie als Rechts- und Linkslenkerversion im Werk East London (Südafrika) hergestellt wurde. Das Sportcoupé (CL 203) wurde im Werk Sindelfingen produziert, wobei die Fertigung ab Frühjahr 2007 ins brasilianische Werk in Juiz de Fora verlagert wurde.
Zunächst kam nur die Limousine auf den Markt, welcher ab Januar 2001 das T-Modell folgte. Schon vor dem Kombi wurde ab Oktober 2000 ein kompakteres, optisch stark verändertes Sportcoupé (CL 203) angeboten. Ab 2002 wurde auch der Allradantrieb 4MATIC in den Modellen C 240 4MATIC und C 320 4MATIC verbaut und serienmäßig mit 5-Gang-Automatikgetriebe angeboten. Das 5-Gang-Automatikgetriebe war sonst als Sonderausstattung für alle Modelle verfügbar.
Mit den Linien Classic, Elegance und Avantgarde waren drei Design- und Ausstattungen wählbar, welche mit weiteren Extras ergänzt werden konnten. Ab März 2005 kamen auch die Sondermodelle Sport Edition und Sport Edition+ hinzu. Nach vier Jahren fand im April 2004 eine Modellpflege (Akronym: „MoPf“) statt.
Vor allem die frühen Produktionsjahre sind von Korrosion an den Türen, Radläufen, Motorhaube und Kofferraum betroffen. Eine Nachbesserung wurde vom Hersteller mitunter durchgeführt. 2006 lief der zweimillionste 203er vom Band. Somit ist diese C-Klasse das meistgebaute Mercedes-Modell auf den Produktionszeitraum hin bezogen.

## Karosserievarianten

### Limousine (W 203)
Der W 203 ist die Stufenhecklimousine der C-Klasse. Sie war mit Motoren erhältlich, die ein Leistungsspektrum von 75 bis 270 kW (102–367 PS) umfasste. Das Kofferraumvolumen betrug nach VDA-Norm 455 l. Die Limousine ist mit einem cw-Wert von 0,26 besonders strömungsgünstig.

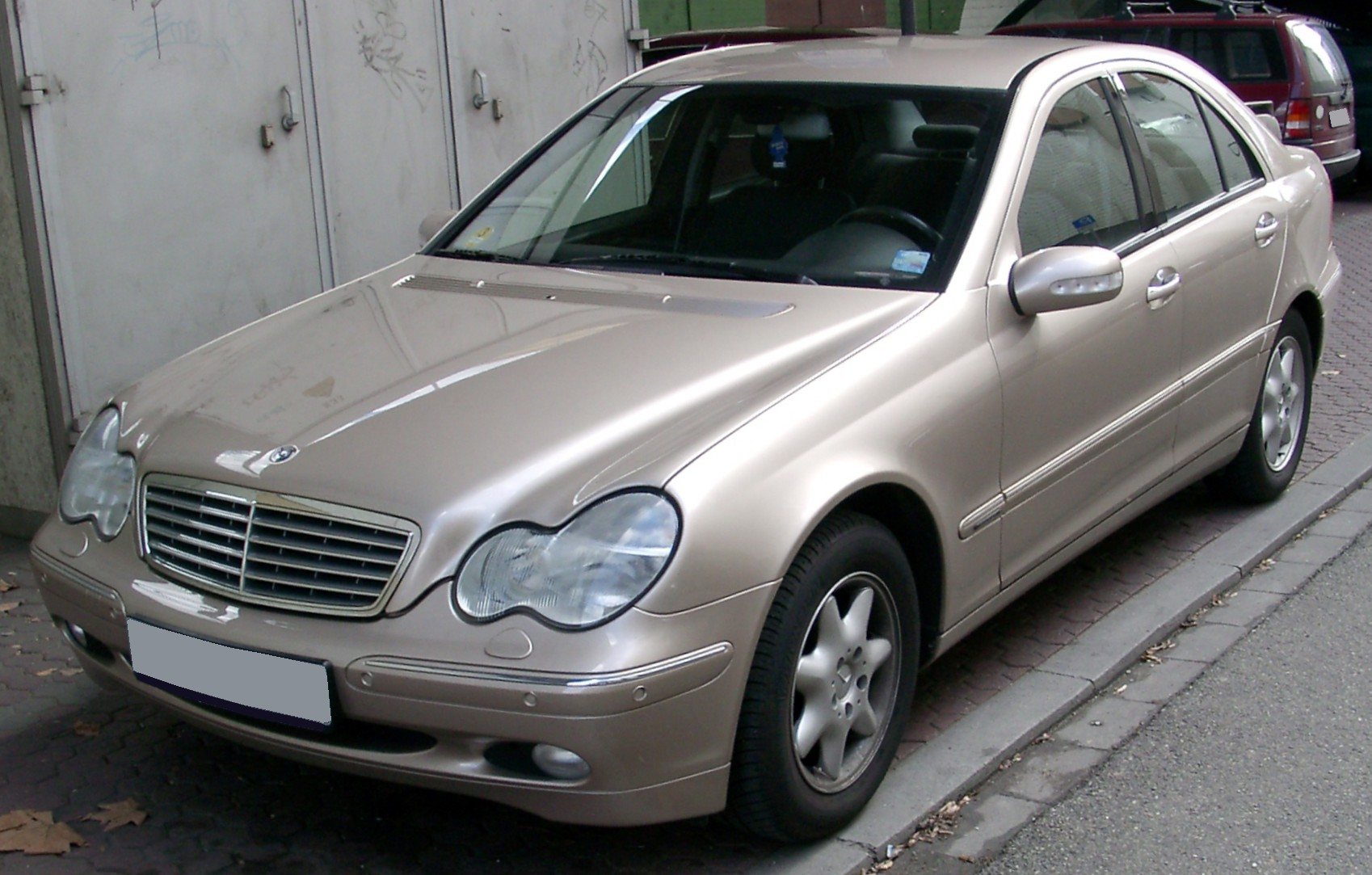
C-Klasse Front (2000–2004)
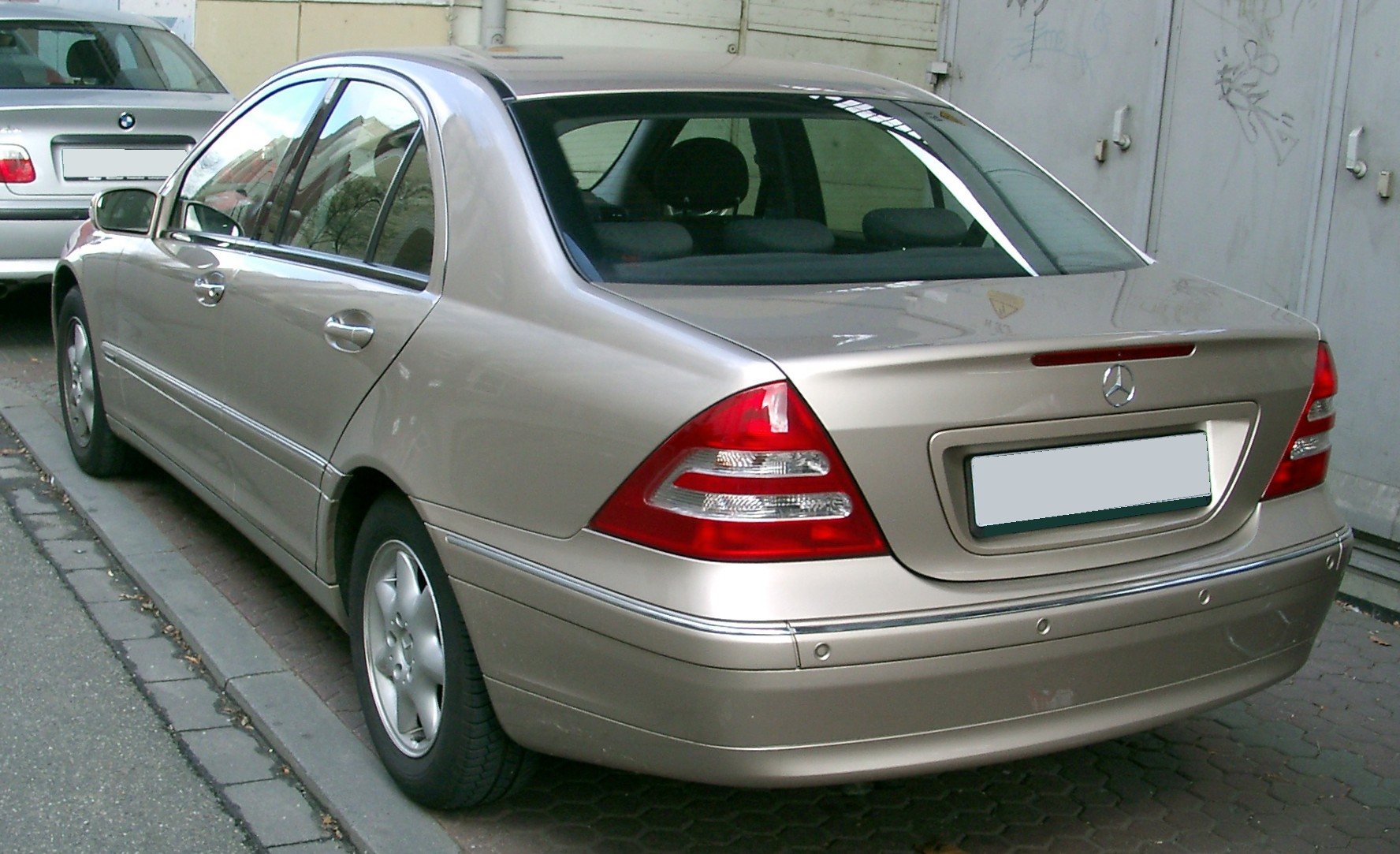
Heckansicht
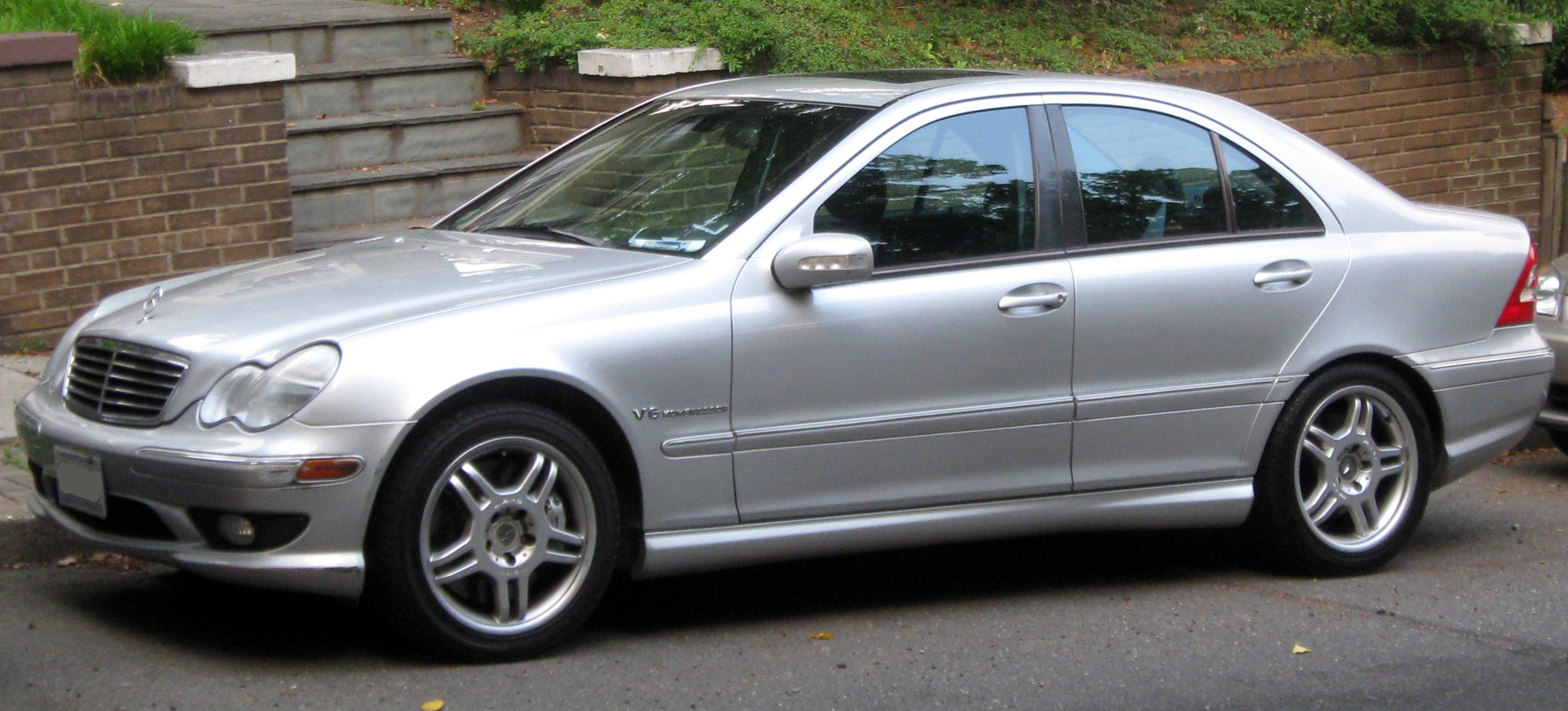
C 32 AMG

### T-Modell (S 203)
Der Kombi der C-Klasse besitzt dieselben Motoren wie die Limousine. Kofferraumvolumen nach VDA-Norm: 470/1354 l.

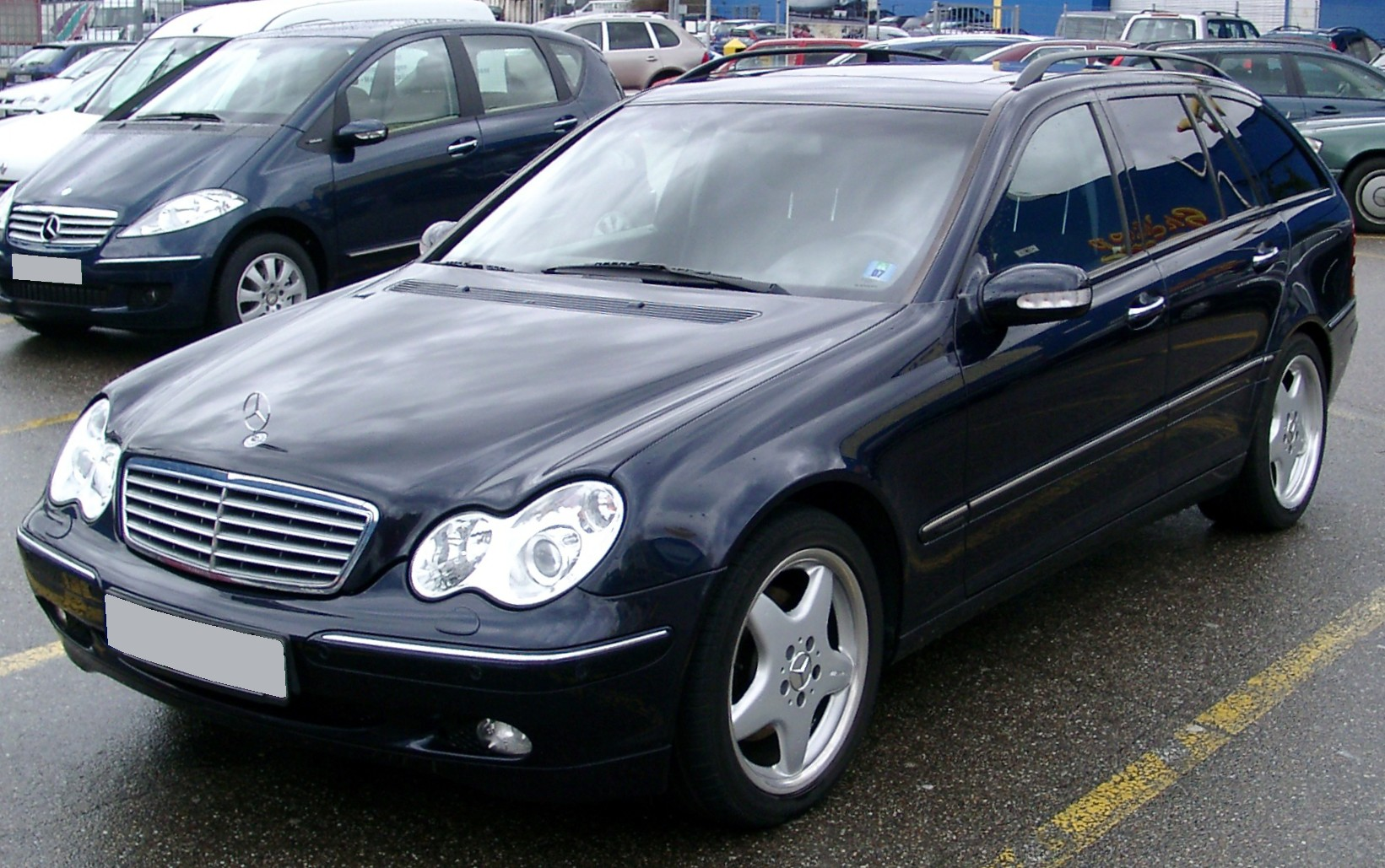
C-Klasse T-Modell (2001–2004; mit aufpreispflichtigen Xenonscheinwerfern)
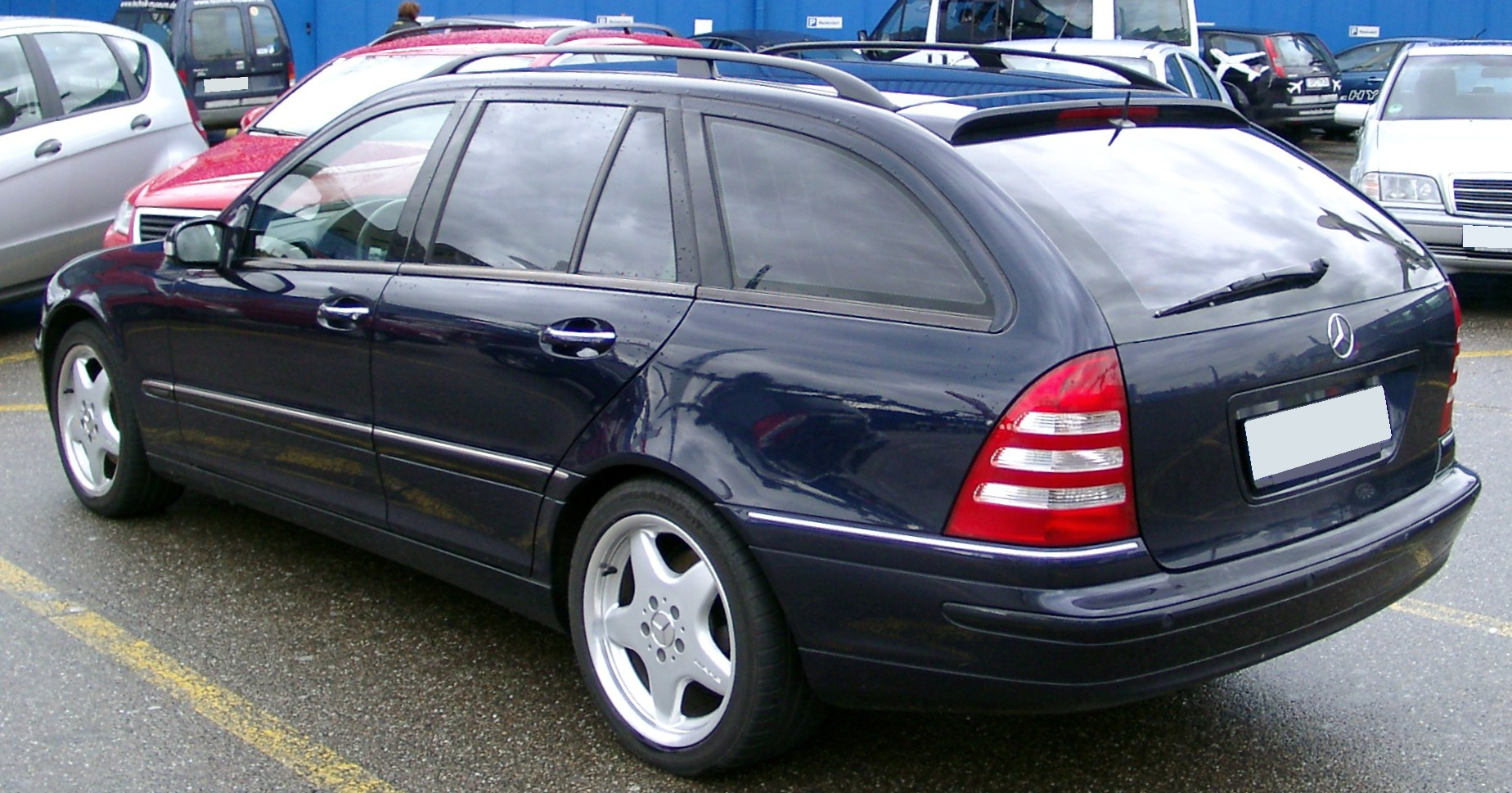
Heckansicht
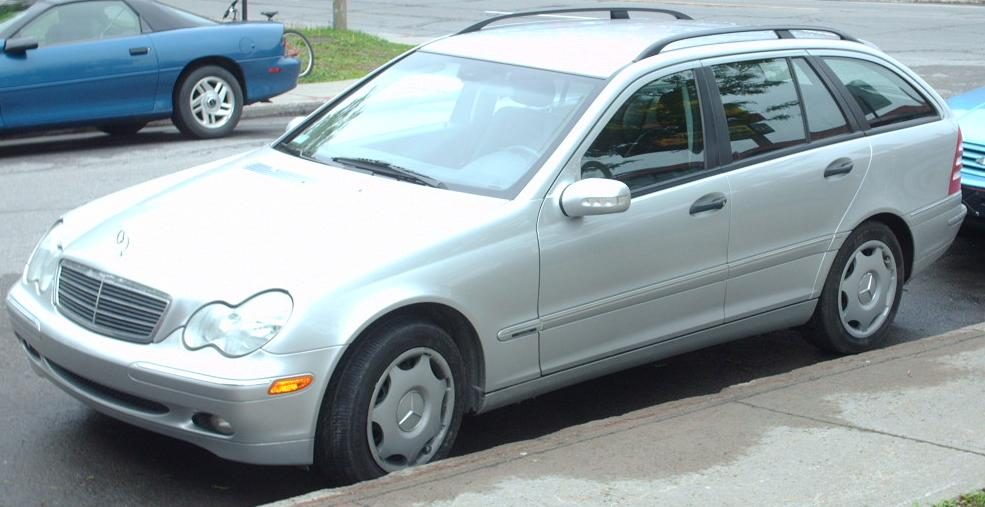
Kombi (S 203)

### Sportcoupé (CL 203)
Das dreitürige Sportcoupé besitzt einen Spoiler aus transparentem Kunststoff, der in die weit öffnende Heckklappe integriert ist. Der Kofferraum fasste nach VDA-Norm 310 l.
Bei den Motoren gibt es eine im Vergleich zu Limousine und Kombi leicht eingeschränkte Auswahl: Angeboten wurden Benzinmotoren mit 90 kW (122 PS) (im C C 160 Kompressor) bis 200 kW (272 PS) (C C 350), sowie eine AMG-Version C 32 mit 260 kW (354 PS); des Weiteren vier Dieselvarianten: den C 200 CDI mit 90 kW (122 PS) bis C 220 CDI mit 110 kW (150 PS) sowie eine AMG-Version C C 30 CDI mit 170 kW (231 PS).
Wie die Limousine und der Kombi wurde das Sportcoupé im April 2004 geringfügig modifiziert.

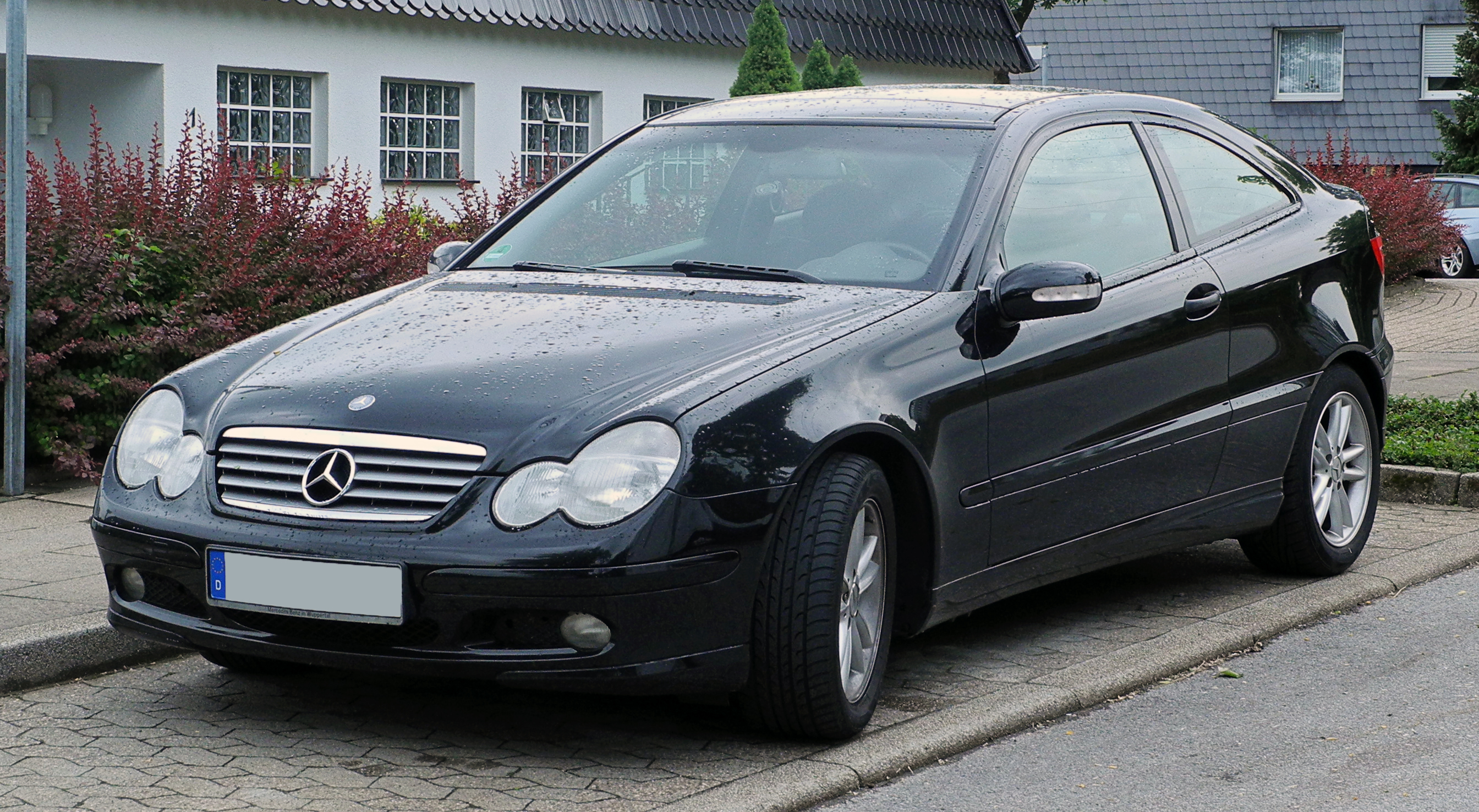
C 230 Kompressor Sportcoupé (2000–2004)
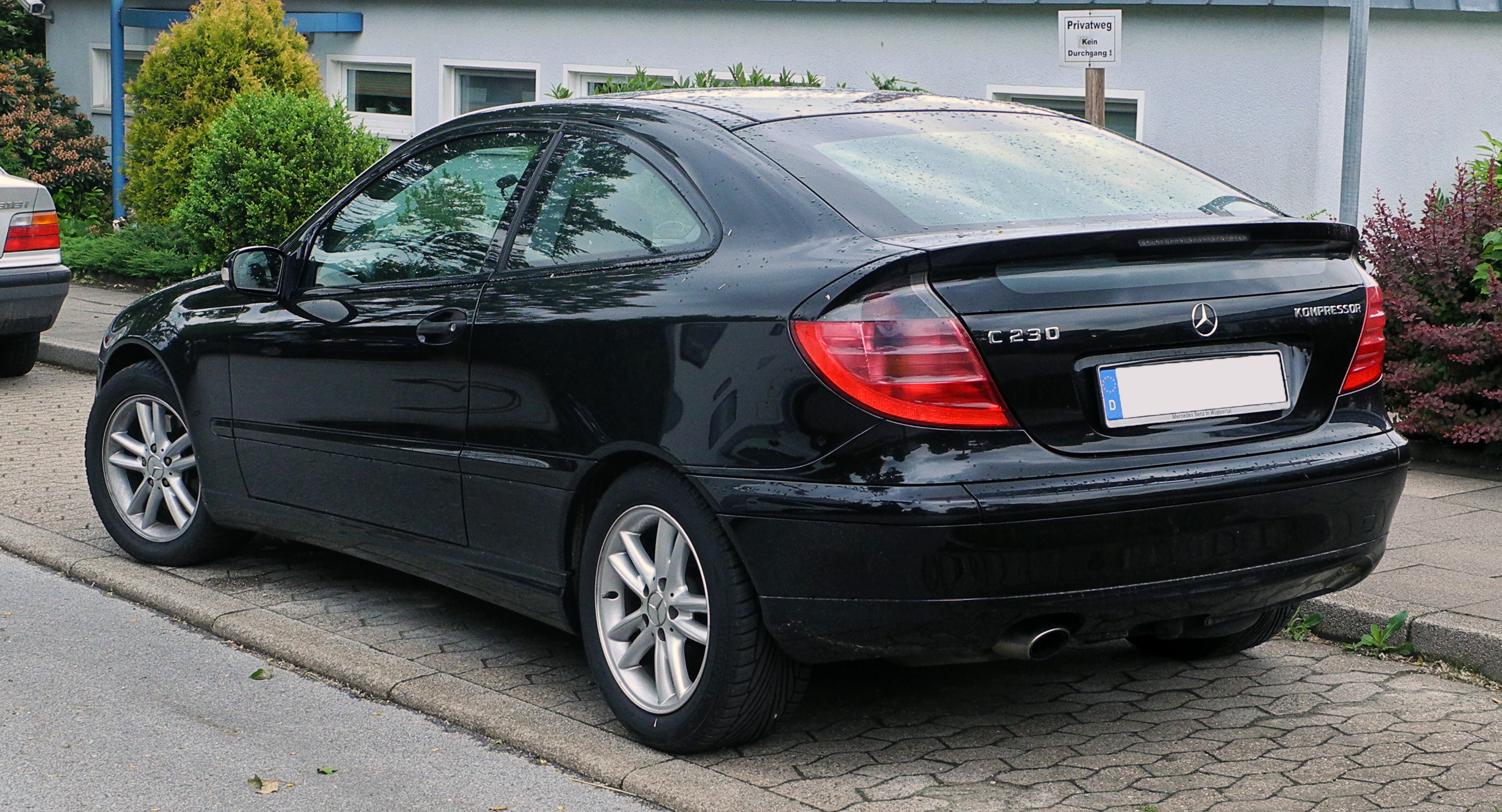
Heckansicht

## Änderungen durch die Modellpflege im Frühjahr 2004
- Fahrwerk und Getriebe sportlicher abgestimmt und jetzt Direct Control genannt.
- Interieur mit neuem Cockpit-Design (u. a. weiß beleuchtete Rundinstrumente, Chromzierteile, Sitzdesign), umgestalteten Bedienelementen und der serienmäßigen Klimaautomatik Thermatic.
- Kratzfesterer Lack auf Nano-Technologie-Basis und Scheinwerfer in Klarglasoptik als Serienausstattung.
- Bi-Xenon-Scheinwerfer mit Abbiegelicht, Lenkrad-Schalttasten für das Automatikgetriebe und neue Audio-/Navigationssysteme als Sonderausstattung.
- Umgestaltete Frontpartie (Stoßfänger, 3-Lamellen-Kühlermaske und Scheinwerfer)
- Rückleuchten in Brillantoptik, die Rückleuchten des Sportcoupes sind zusätzlich mit weißen Streifen versehen
- Neue LED-Seitenblinker in Klarglasoptik.
- Neues, optionales Sportlenkrad mit Knöpfen in Aluminiumoptik.
- Auf 1505 Millimeter verbreiterte Spur (vorher 1493).
- Optionales 320-Watt-Soundsystem mit Surround-Klang (harman/kardon logic7) und die Sprachbedienung Linguatronic.
- Serienmäßig 16-Zoll-Felgen und Bereifung im Format 205/55 R 16, neue Felgendesigns und Radkappen für Classic.
- Ausstattungslinie Classic und Elegance erhalten die Seitenschwellerverkleidung und den Heckstoßfänger des Avantgarde-Modells.
- Elegance- und Avantgarde-Ausstattung nun mit Chrombordkantenzierstab.
- Avantgarde jetzt mit neuem Aluminium oder auf Wunsch mit dem anthrazitfarbenen Edelholz Vogelaugenahorn wählbar. Die Sitze sind aus einer Kombination aus Stoff (Sitzfläche) und der Ledernachbildung Artico (Sitzseitenwangen) bezogen.
- Neue Lager an Vorder- und Hinterachse, welche ohne Komforteinbußen ein agileres Kurvenverhalten ermöglichen, ein verstärkter Stabilisator an der Hinterachse.
- Motoren: C 230 (2,5 l V6 mit 150 kW/204 PS) aus Sportcoupé und für den C 220 CDI nun 110 kW (150 PS) statt bisher 105 kW (143 PS).
- Additivfreies Partikelfiltersystem für die Dieselmodelle C 200 CDI, C 220 CDI und C 320 CDI erfüllen die ab 2005 gültige Abgasnorm Euro 4 und PM5. Für die Limousine und Sportcoupé war das additivfreie Partikelfiltersystem schon ab Mitte 2003 mit Einführung des OM646 verfügbar.
- C 55 AMG: Achtzylinder mit 270 kW (367 PS) und 510 Newtonmeter löst den C 32 AMG ab. Dadurch geänderte Front (Scheinwerfer, Kühlergrill, Schürze). Als Option konnte der C 55 AMG auch mit einem 294-kW-Leistungskit ausgestattet und die Geschwindigkeitsbeschränkung auf 280 km/h angehoben werden.
- Ab 2005 zwei neue Sonderausstattungspakete: Sport Edition und Sport Edition+ (Sport Edition+ zusätzlich mit AMG-Frontschürze und -Seitenschwellern).
- Ab 2005 neue Sechszylinder-Motorengeneration (C 230, C 280, C 350, C 320 CDI), wahlweise mit neuem 7-Gang-Automatikgetriebe. Der C 280 und C 350 sind mit Allradantrieb 4MATIC lieferbar.
- Ab 2006 gab es in der C-Klasse einen neuen verchromten Designschlüssel, zudem gibt es jetzt Aluminiumschaltpaddel anstelle Schaltwippen.
- Ab Oktober 2006 war eine Mobiltelefonvorrüstung (Code 386) erhältlich, die über das SIM Access Profile verfügt.

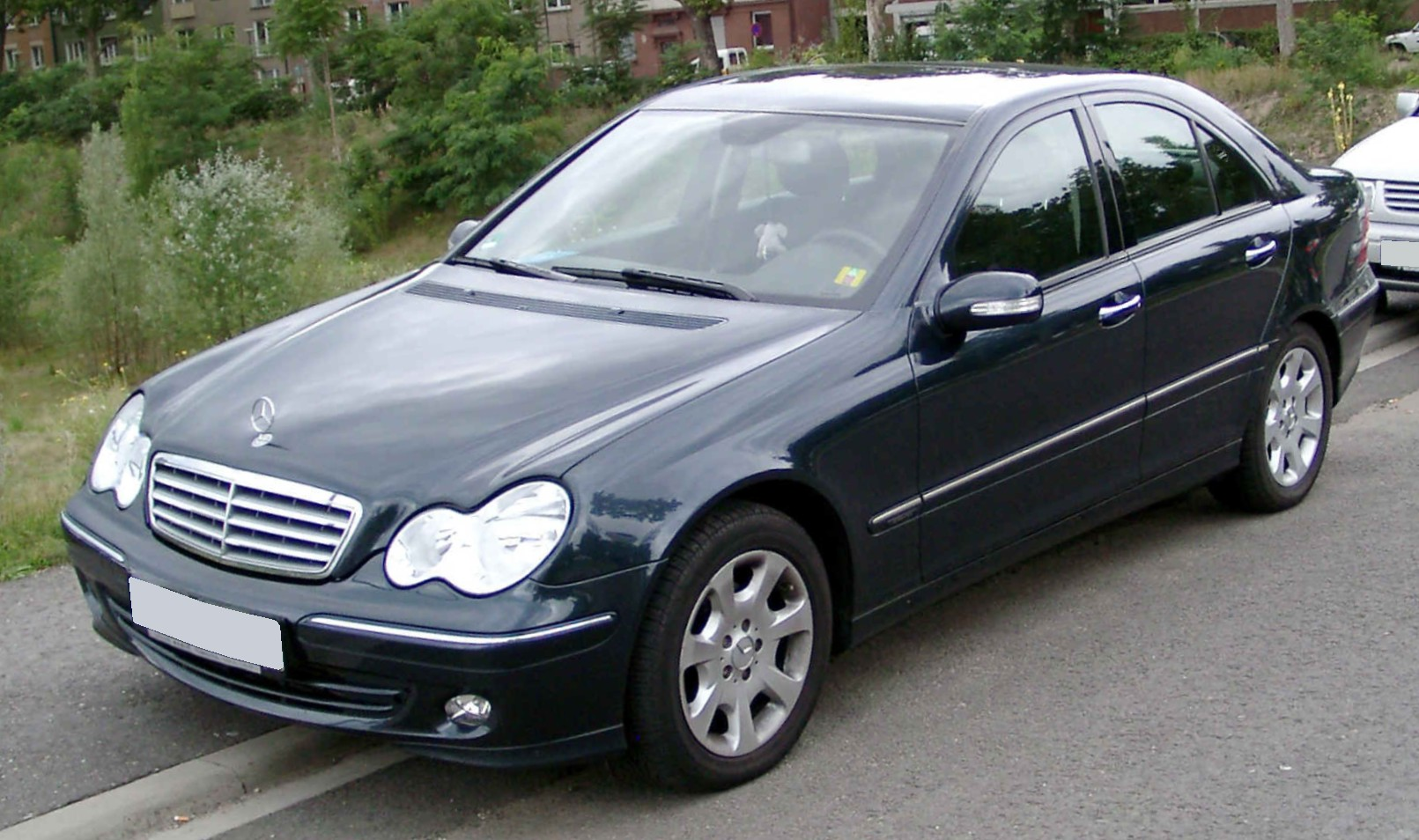
C-Klasse Limousine (2004–2007)
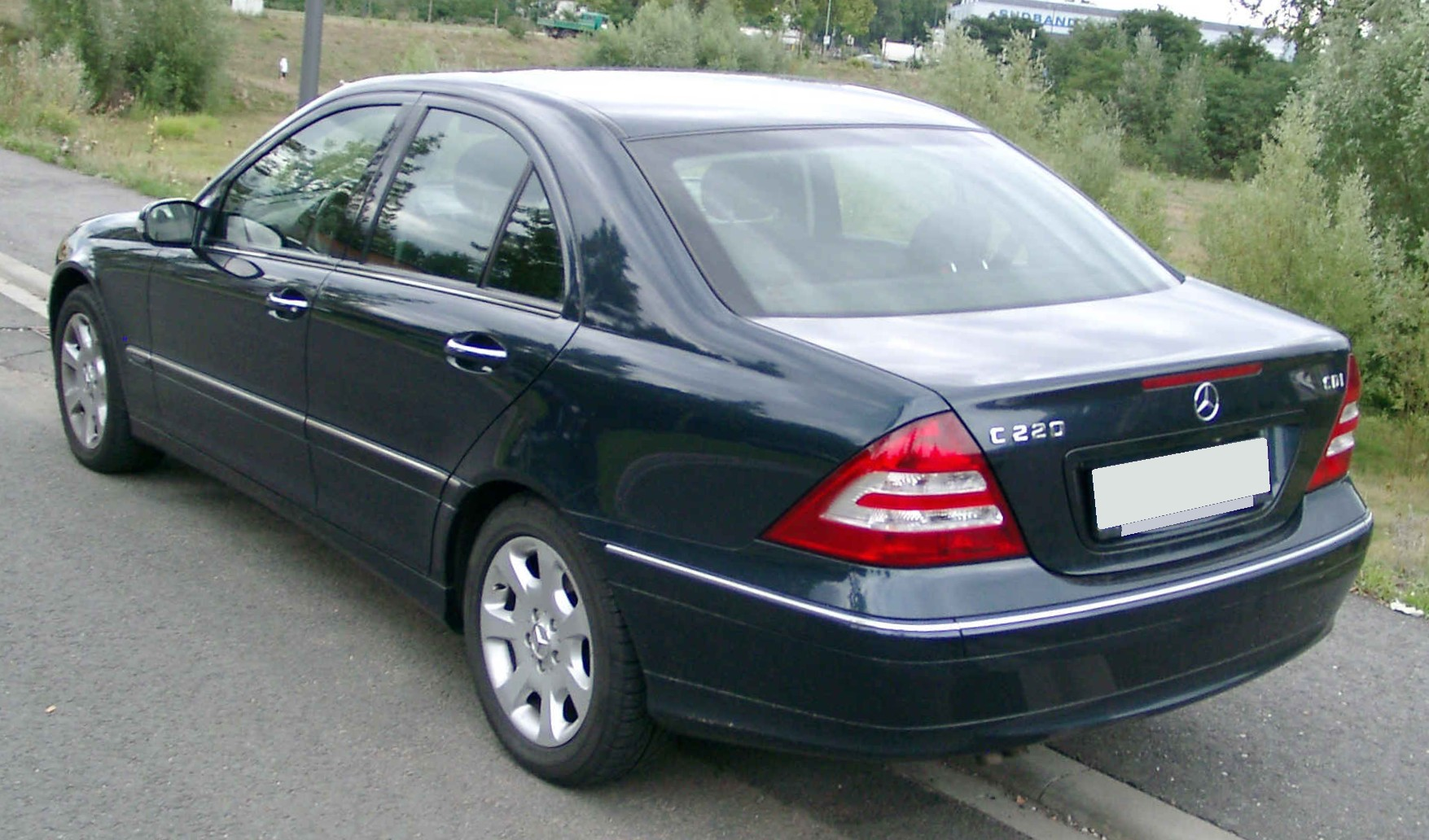
Heckansicht
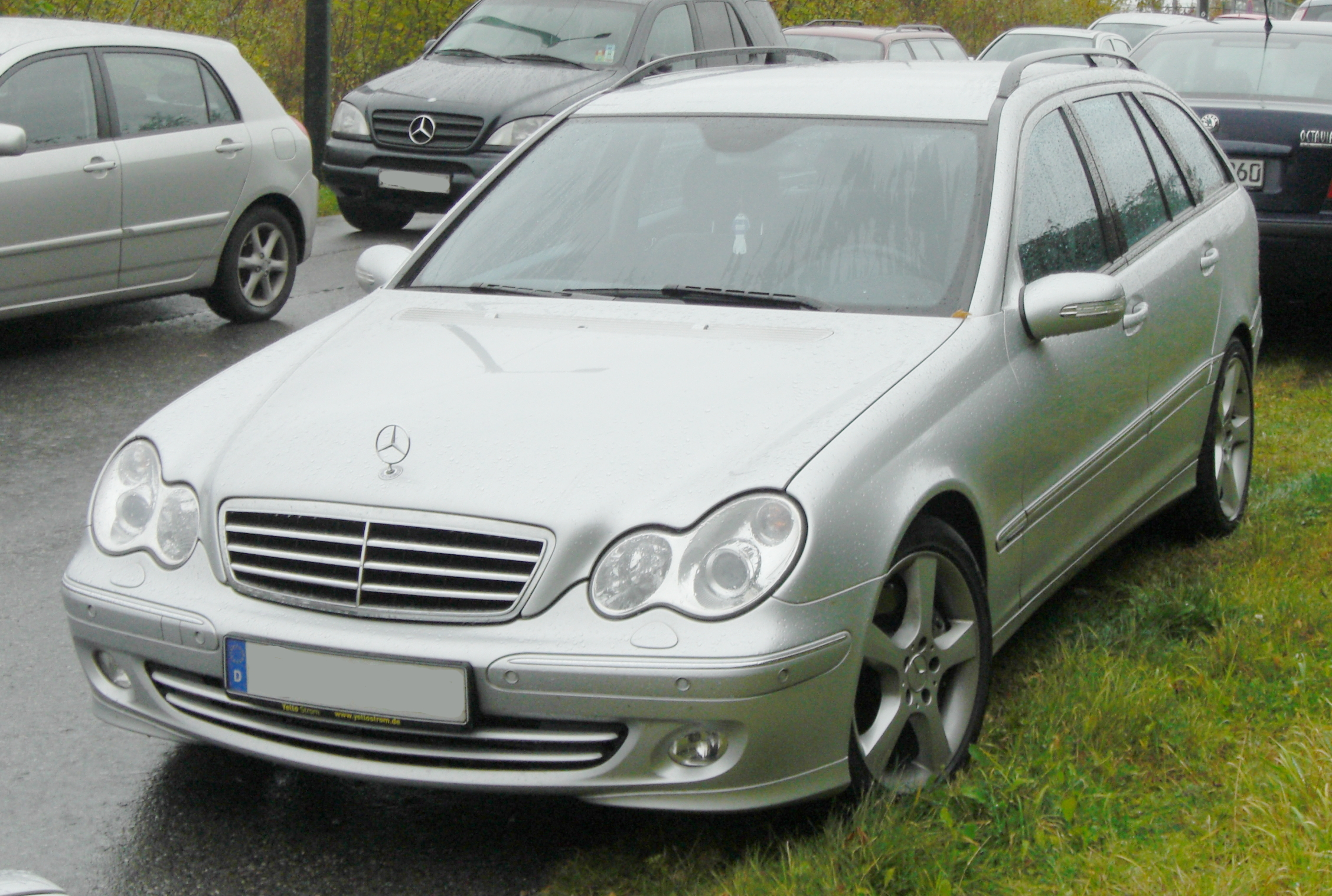
T-Modell (2004–2007)
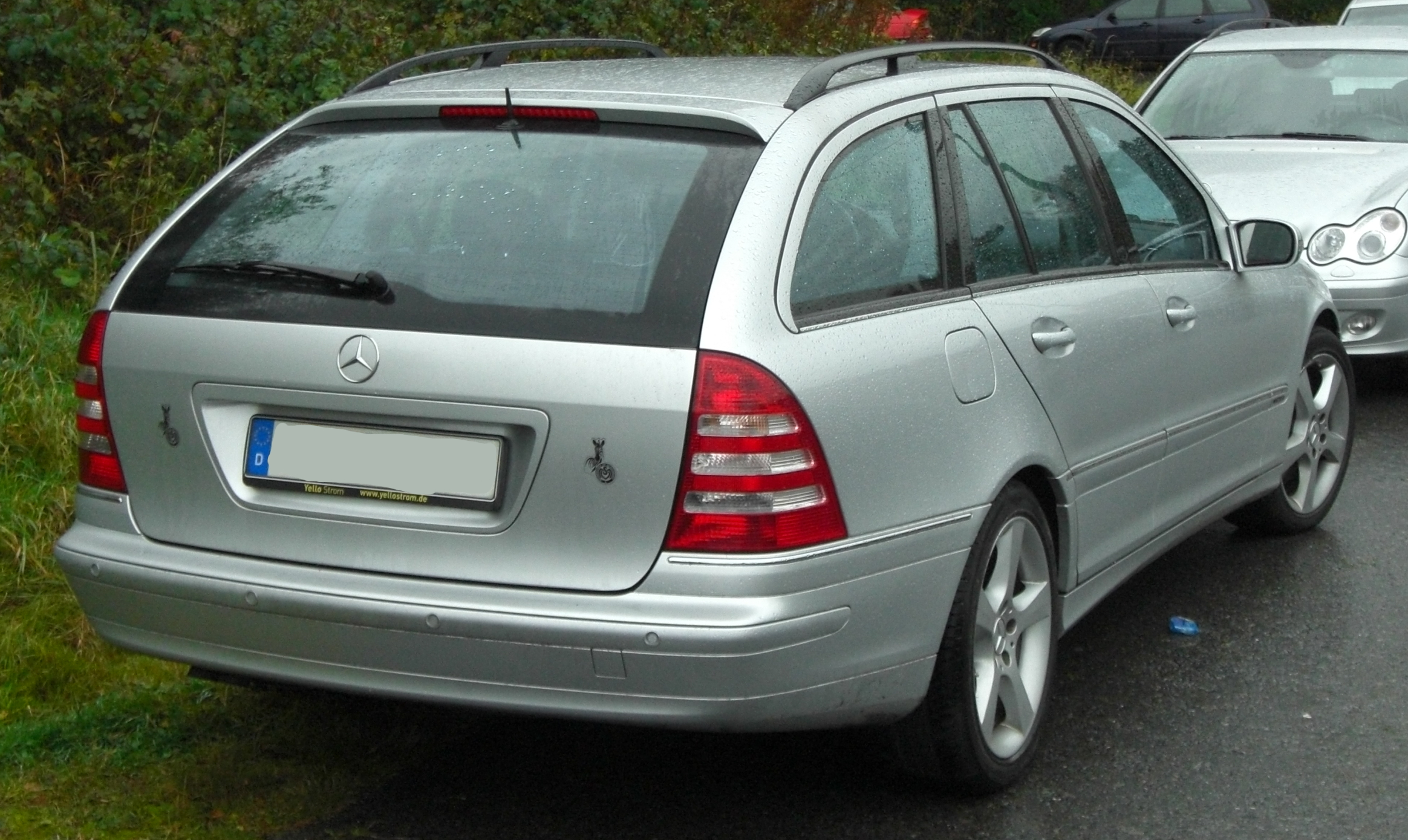
Heckansicht
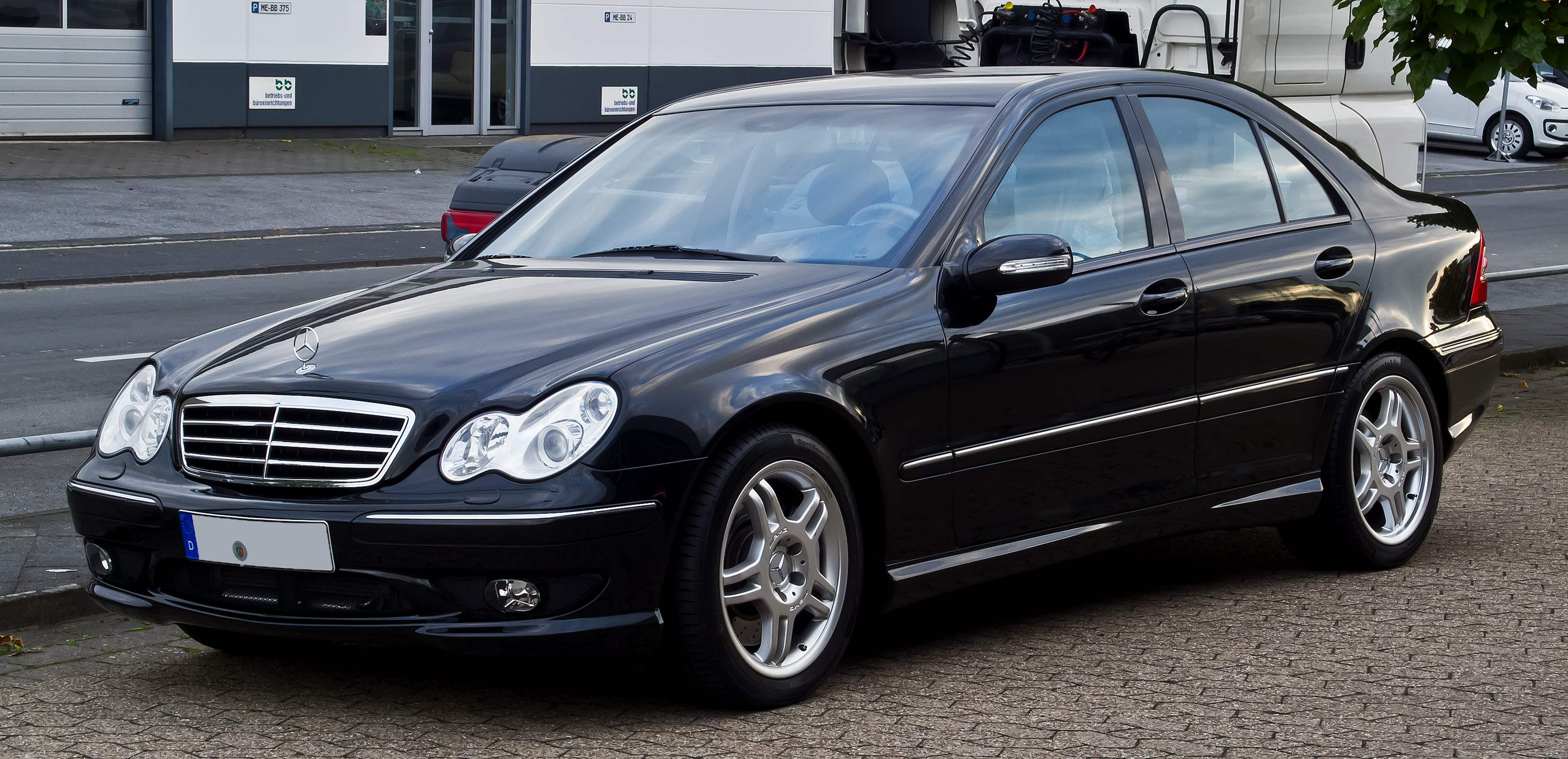
C 30 CDI AMG (2004–2005)
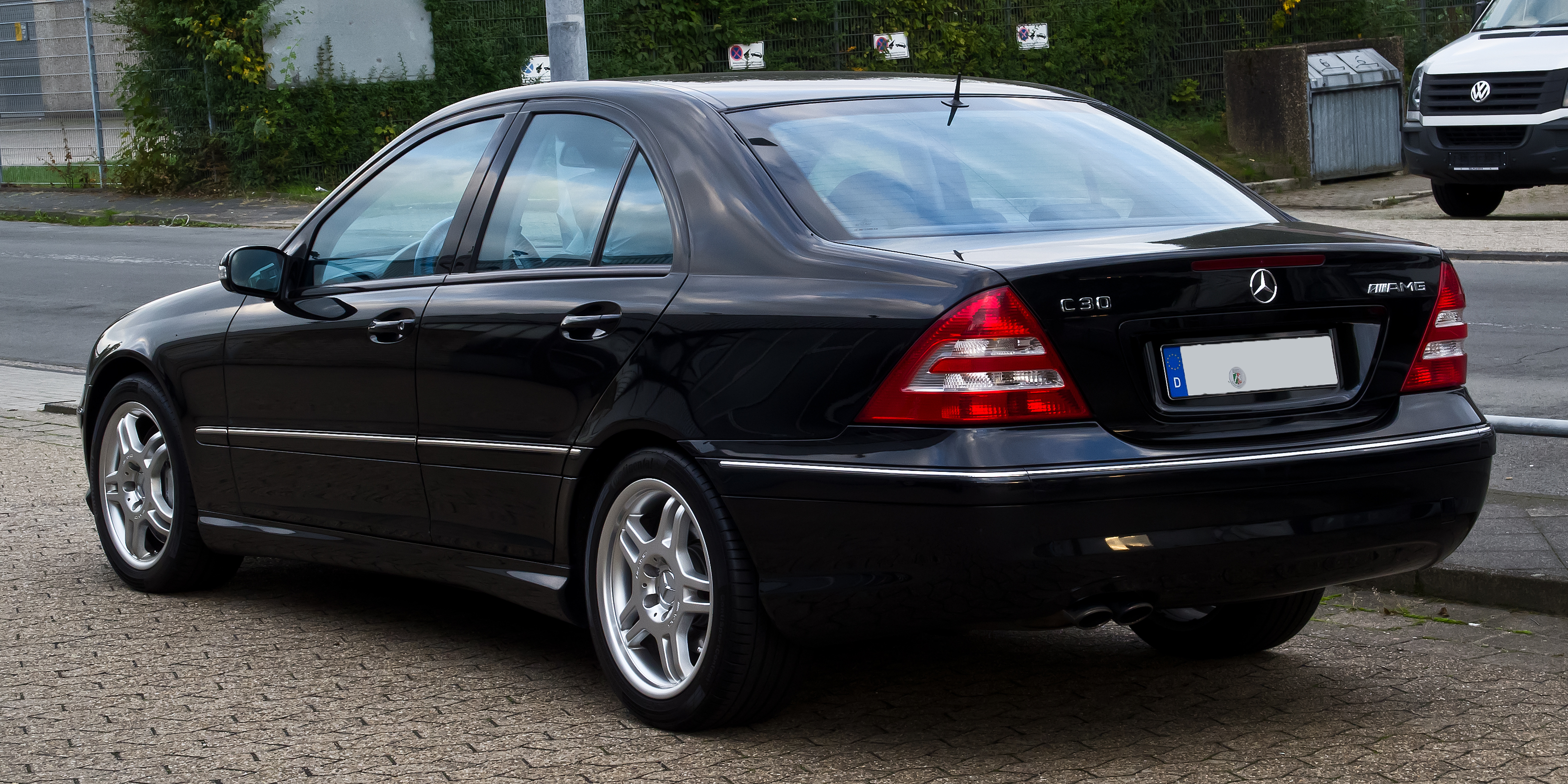
Heckansicht
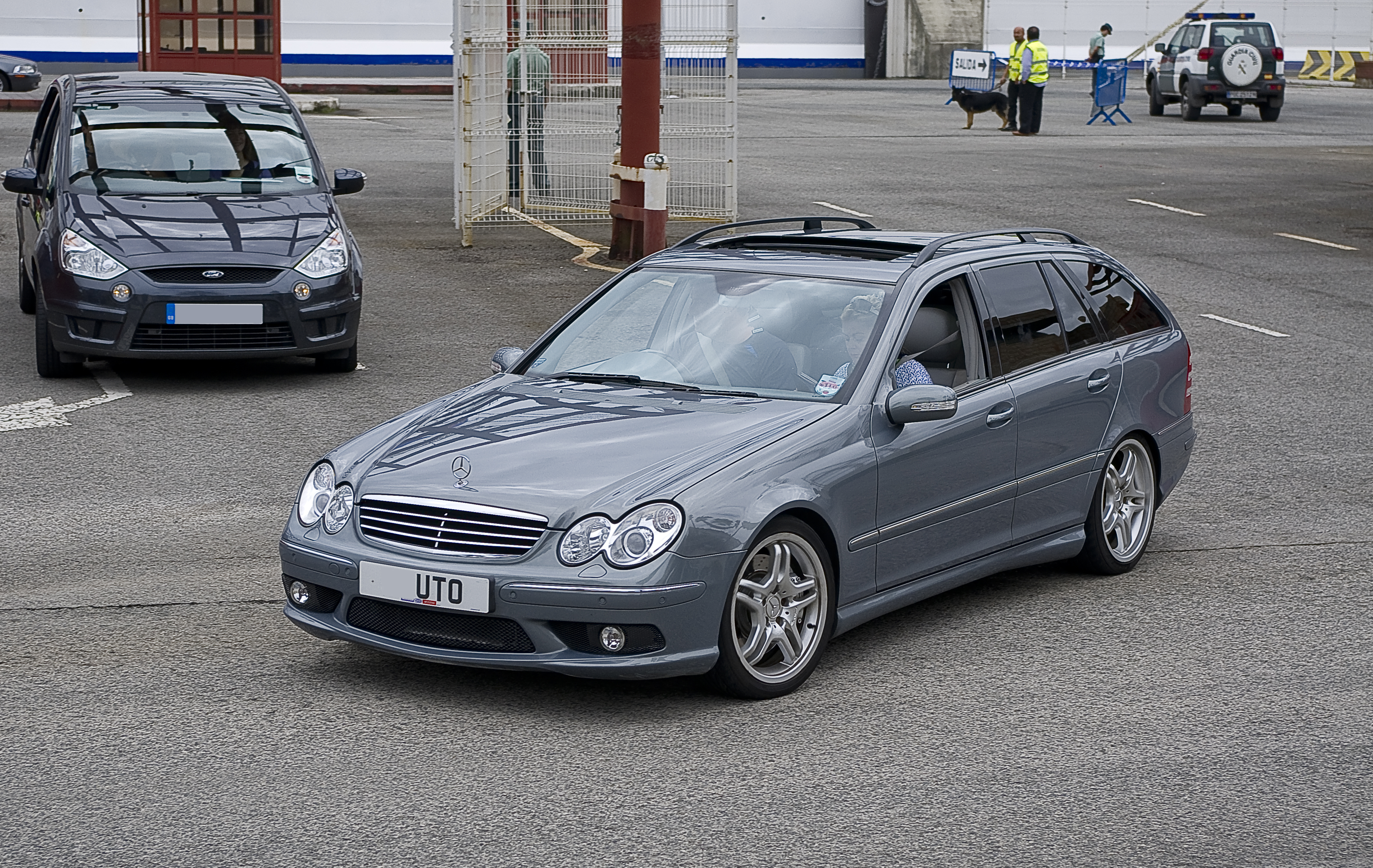
Geänderte Front des C 55 AMG
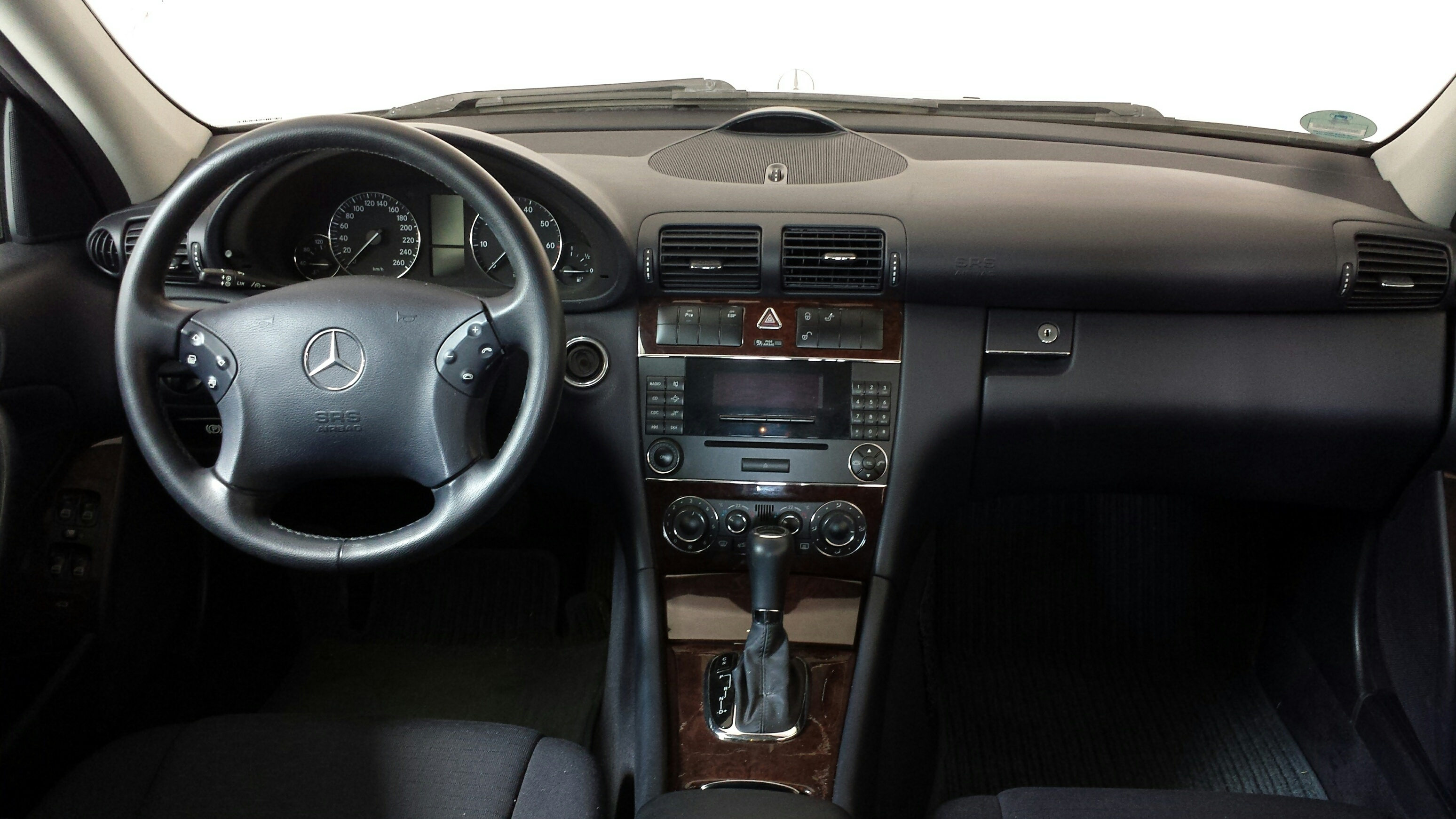
Interieur Elegance MoPf
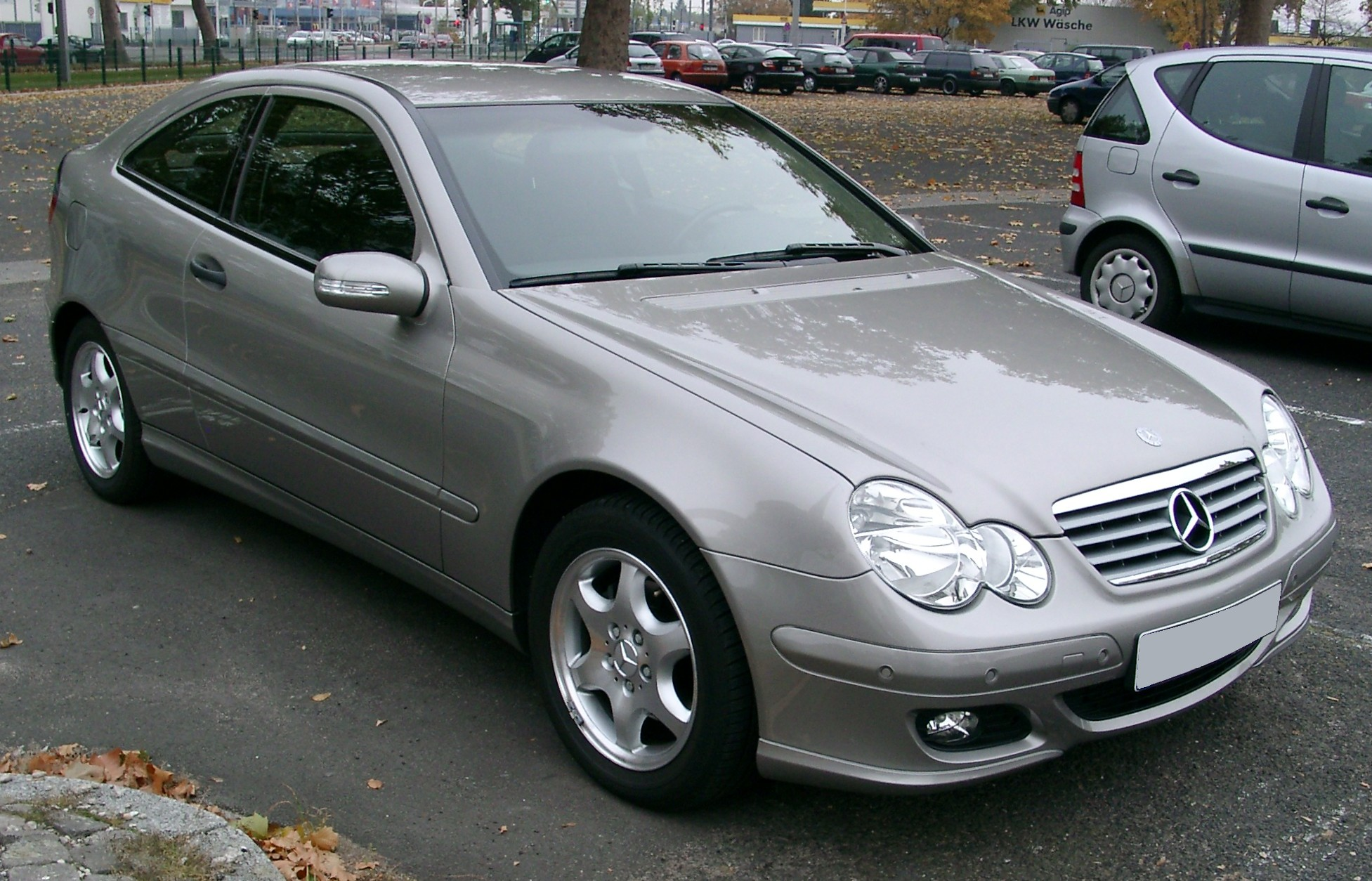
C-Klasse Sportcoupé ab 2004
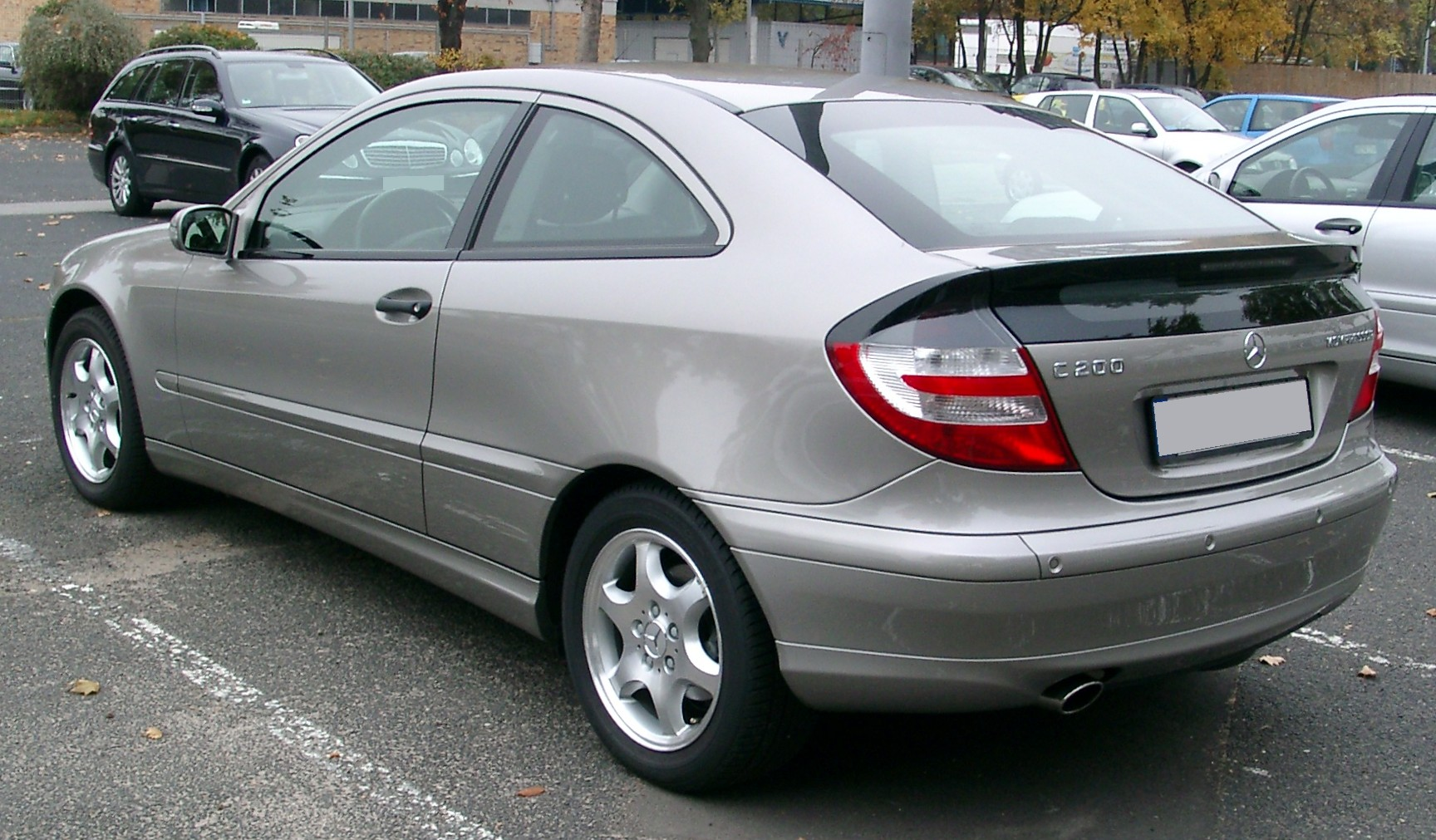
Heckansicht

## Technische Daten

### Benzinmotoren
| Modell             | Hubraum           | Motor*            | Leistung                     | Drehmoment               | Vmax (km/h)           | 0–100 km/h (s)        | Verbrauch (l/100 km) | Bauzeit           | Bemerkungen                                                           |
| Vierzylinder (R4)  | Vierzylinder (R4) | Vierzylinder (R4) | Vierzylinder (R4)            | Vierzylinder (R4)        | Vierzylinder (R4)     | Vierzylinder (R4)     | Vierzylinder (R4)    | Vierzylinder (R4) | Vierzylinder (R4)                                                     |
| ------------------ | ----------------- | ----------------- | ---------------------------- | ------------------------ | --------------------- | --------------------- | -------------------- | ----------------- | --------------------------------------------------------------------- |
| C 180              | 1998 cm³          | M 111 E 20 EVO    | 95 kW (129 PS) bei 5300/min  | 190 Nm bei 4000/min      | 210                   | 11,0                  | 9,4                  | 03/2000–04/2002   |                                                                       |
| C 180 Kompressor   | 1796 cm³          | M 271 E 18 ML LR  | 105 kW (143 PS) bei 5200/min | 220 Nm bei 2500–4200/min | 222 (ab 2004: 223)    | 9,7                   | 7,9                  | 05/2002–08/2007   |                                                                       |
| C 200 Kompressor   | 1998 cm³          | M 111 E 20 ML EVO | 120 kW (163 PS) bei 5300/min | 230 Nm bei 2500–4800/min | 230                   | 9,3                   | 9,7                  | 03/2000–04/2002   |                                                                       |
| C 200 Kompressor   | 1796 cm³          | M 271 E 18 ML     | 120 kW (163 PS) bei 5500/min | 240 Nm bei 3000–4000/min | 234                   | 9,1                   | 8,3                  | 05/2002–08/2007   |                                                                       |
| C 200 CGI          | 1796 cm³          | M 271 E 18 DE ML  | 125 kW (170 PS) bei 5300/min | 250 Nm bei 3000/min      | 235                   | 9,0                   | 7,7                  | 07/2003–01/2005   | Direkteinspritzung und Kompressor. Nicht für E10-Kraftstoff geeignet. |
| C 230 Kompressor   | 1796 cm³          | M 271 E 18 ML     | 141 kW (192 PS) bei 5800/min | 260 Nm bei 3500–4000/min | 240                   | 8,1                   | 8,9                  | 02/2004–01/2005   |                                                                       |
| Sechszylinder (V6) |                   |                   |                              |                          |                       |                       |                      |                   |                                                                       |
| C 230              | 2496 cm³          | M 272 E 25        | 150 kW (204 PS) bei 6100/min | 245 Nm bei 2900–5500/min | 245                   | 8,4                   | 9,6                  | 01/2005–08/2007   |                                                                       |
| C 240              | 2597 cm³          | M 112 E 26        | 125 kW (170 PS) bei 5500/min | 240 Nm bei 4500/min      | 235                   | 9,2                   | 10,7                 | 03/2000–01/2005   | auch als 4MATIC                                                       |
| C 280              | 2997 cm³          | M 272 E 30        | 170 kW (231 PS) bei 6000/min | 300 Nm bei 2500–5000/min | 250 (1)               | 7,3                   | 9,7                  | 01/2005–08/2007   | auch als 4MATIC                                                       |
| C 320              | 3199 cm³          | M 112 E 32        | 160 kW (218 PS) bei 5700/min | 310 Nm bei 3000–4600/min | 245 (ab 12/2002: 248) | 7,8 (ab 12/2002: 7,7) | 10,9                 | 03/2000–01/2005   | auch als 4MATIC                                                       |
| C 350              | 3498 cm³          | M 272 E 35        | 200 kW (272 PS) bei 6000/min | 350 Nm bei 2400–5000/min | 250 (1)               | 6,4                   | 9,8                  | 01/2005–08/2007   | auch als 4MATIC                                                       |
| C 32 AMG           | 3199 cm³          | M 112 E 32 ML     | 260 kW (354 PS) bei 6100/min | 450 Nm bei 4400/min      | 250 (1)               | 5,2                   | 11,6                 | 12/2000–02/2004   | Mechanischer Schraubenkompressor                                      |
| Achtzylinder (V8)  |                   |                   |                              |                          |                       |                       |                      |                   |                                                                       |
| C 55 AMG           | 5439 cm³          | M 113 E 55        | 270 kW (367 PS) bei 5750/min | 510 Nm bei 4000/min      | 250 (1)               | 5,2                   | 11,9                 | 03/2004–08/2007   |                                                                       |

### Dieselmotoren
| Modell             | Hubraum           | Motor*             | Leistung                     | Drehmoment                                              | Vmax (km/h)       | 0–100 km/h (s)    | Verbrauch (l/100 km) | Bauzeit           | Bemerkungen                       |
| Vierzylinder (R4)  | Vierzylinder (R4) | Vierzylinder (R4)  | Vierzylinder (R4)            | Vierzylinder (R4)                                       | Vierzylinder (R4) | Vierzylinder (R4) | Vierzylinder (R4)    | Vierzylinder (R4) | Vierzylinder (R4)                 |
| ------------------ | ----------------- | ------------------ | ---------------------------- | ------------------------------------------------------- | ----------------- | ----------------- | -------------------- | ----------------- | --------------------------------- |
| C 200 CDI          | 2148 cm³          | OM 611 DE 22 LA LR | 75 kW (102 PS) bei 4200/min  | 235 Nm bei 1800/min                                     |                   |                   |                      | 02/2001–03/2003   | Leistungsreduzierte Taxi-Variante |
| C 200 CDI          | 2148 cm³          | OM 646 DE 22 LA LR | 75 kW (102 PS) bei 4200/min  | 235 Nm bei 1800/min                                     |                   |                   |                      | 03/2003–08/2007   | Leistungsreduzierte Taxi-Variante |
| C 200 CDI          | 2148 cm³          | OM 611 DE 22 LA LR | 85 kW (116 PS) bei 4200/min  | 250 Nm bei 1400–2600/min                                | 203               | 12,1              | 6,1                  | 09/2000–03/2003   |                                   |
| C 200 CDI          | 2148 cm³          | OM 646 DE 22 LA LR | 90 kW (122 PS) bei 4200/min  | 270 Nm bei 1600–2800/min                                | 208 (203) (2)     | 11,7 (11,9) (2)   | 5,9                  | 04/2003–08/2007   |                                   |
| C 220 CDI          | 2148 cm³          | OM 611 DE 22 LA    | 105 kW (143 PS) bei 4200/min | 315 Nm bei 1800–2600/min                                | 220 (215) (2)     | 10,3 (10,5) (2)   | 6,2                  | 03/2000–03/2003   |                                   |
| C 220 CDI          | 2148 cm³          | OM 646 DE 22 LA    | 105 kW (143 PS) bei 4200/min | 340 Nm bei 2000/min                                     | 220 (215) (2)     | 10,3 (10,5) (2)   | 5,9                  | 04/2003–02/2004   |                                   |
| C 220 CDI          | 2148 cm³          | OM 646 DE 22 LA    | 110 kW (150 PS) bei 4200/min | 340 Nm bei 2000/min                                     | 224 (218) (2)     | 10,1 (10,3) (2)   | 6,4                  | 03/2004–08/2007   |                                   |
| Fünfzylinder (R5)  |                   |                    |                              |                                                         |                   |                   |                      |                   |                                   |
| C 270 CDI          | 2685 cm³          | OM 612 DE 27 LA    | 125 kW (170 PS) bei 4200/min | 370 Nm bei 1600–2800/min (400 Nm bei 1800–2600/min) (2) | 230 (225) (2)     | 8,9 (9,1) (2)     | 6,8                  | 12/2000–03/2003   |                                   |
| C 270 CDI          | 2685 cm³          | OM 612 DE 27 LA    | 125 kW (170 PS) bei 4200/min | 400 Nm bei 1600–2800/min                                | 230 (225) (2)     | 8,9 (9,1) (2)     | 6,8                  | 03/2003–08/2007   |                                   |
| C 30 CDI AMG       | 2950 cm³          | OM 612 DE 30 LA    | 170 kW (231 PS) bei 3800/min | 540 Nm bei 2000–2500/min                                | 250 (1)           | 6,8               | 7,6                  | 03/2003–01/2005   |                                   |
| Sechszylinder (V6) |                   |                    |                              |                                                         |                   |                   |                      |                   |                                   |
| C 320 CDI          | 2987 cm³          | OM 642 DE 30 LA    | 165 kW (224 PS) bei 3800/min | 415 Nm bei 1400–3800/min (510 Nm bei 1600–2800/min) (2) | 246 (250 (1)) (2) | 8,1 (7,2) (2)     | 7,2                  | 01/2005–08/2007   |                                   |

* Die Bezeichnung des Motor ist wie folgt verschlüsselt:
M = Motor (Otto), OM = Ölmotor (Diesel), Baureihe = 3-stellig, DE = Direkteinspritzung, E = Saugrohreinspritzung, Hubraum = Deziliter (gerundet), L = Ladeluftkühlung, A = Abgasturbolader, EVO = Evolution, LR = Leistungsreduziert, ML = Kompressor